# Día de Waitangi
El día de Waitangi (Waitangi Day) es el día nacional de Nueva Zelanda. Conmemora la firma del Tratado de Waitangi el 6 de febrero de 1840, el día que Nueva Zelanda pasa a formar parte del Imperio británico. El Gobierno ha declarado este día como día festivo, excepto si cae en sábado o domingo, que se retrasa al siguiente lunes.

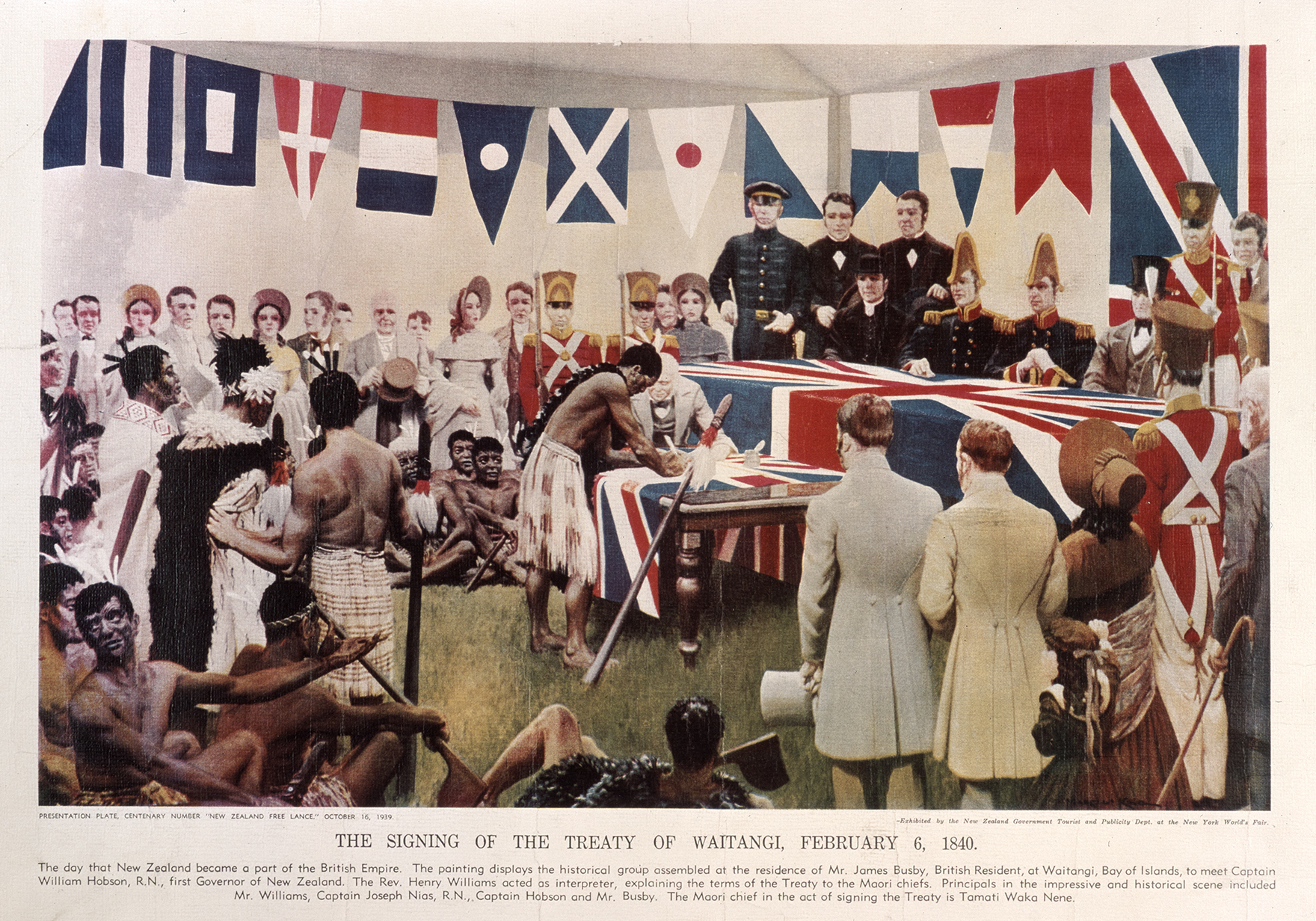
Reconstrucción de la firma del Tratado de Waitangi, por Marcus King (1975).

Desde el 6 de febrero de 2010, los edificios de la Administración pública izan, además de la bandera de Nueva Zelanda, la bandera maorí o Tino rangatiratanga.